# Магнитское городское поселение
Магнитское городско́е поселе́ние — муниципальное образование в Кусинском районе Челябинской области Российской Федерации.
Административный центр — рабочий посёлок Магнитка.

## История
В 1938 году образован Магнитский поселковый Совет. С 1977 года Совет народных депутатов. С ноября 1991 года администрация поселка Магнитка.
С сентября 2004 года администрация Магнитского городского поселения, Совет депутатов Магнитского городского поселения..
Статус и границы городского поселения установлены Законом Челябинской области от 9 июля 2004 года № 244-ЗО «О статусе и границах Кусинского муниципального района, городских и сельских поселений в его составе»

## Население
| 2010  | 2011  | 2012  | 2013  | 2014  | 2015  | 2016  |
| ----- | ----- | ----- | ----- | ----- | ----- | ----- |
| 5519  | ↘5510 | ↘5450 | ↘5333 | ↘5310 | ↘5272 | ↘5175 |
| 2017  | 2018  | 2019  | 2020  | 2021  | 2023  |       |
| ↘5098 | ↘4994 | ↘4973 | ↘4892 | ↘4069 | ↘4004 |       |

## Состав городского поселения
| № | Населённый пункт | Тип населённого пункта                  | Население |
| - | ---------------- | --------------------------------------- | --------- |
| 1 | Александровка    | посёлок                                 | ↘135      |
| 2 | Ковали           | посёлок                                 | ↘214      |
| 3 | Магнитка         | рабочий посёлок, административный центр | ↘3830     |